# Blaneta
Blaneta – hipotetyczna egzoplaneta znajdująca się na orbicie czarnej dziury.
Blanety pod względem budowy miałyby być podobne do zwykłych planet skalistych, tj. posiadać wystarczającą masę, aby ich własna grawitacja pod wpływem równowagi hydrostatycznej powodowała nadanie im kulistego kształt, ale też na tyle mała, aby nie mogły one zapoczątkować reakcje termojądrowe. Szacuje się, że miałyby być nawet 10-krotnie większe od Ziemi o bardzo rozrzedzonej atmosferze, przy czym byłyby także znacznie się od niej różniące. Nie wyklucza się także istnienia gazowych olbrzymów, ale ze względu na trudność ich powstawania uważa się to za mało prawdopodobne.

## Etymologia
Hipotezy dotyczące powstawania planet wokół czarnych dziur były wysnuwane od wielu lat. W 2019 r. zespół astronomów i egzoplanetologów z Uniwersytetu Kagoshima w Japonii pod kierownictwem Keiichi Wada opublikowali artykuł, a rok później drugi, w którym dokonali jego rozbudowy i korekty obliczeń. Wprowadzili w nim także samo pojęcie blanety. Samo słowo stanowi kontaminację słów black hole (pl. czarna dziura) i planet (pl. planeta).

## Powstawanie blanet
Według badań, w odległości do kilku parseków od supermasywnych czarnych dziur o małej jasności mogą istnieć odpowiednie warunki do powstawania licznych planet. Występują tam zamarznięte chmury gazu i pyłu poniżej temperatury 100 K w formie dysków akrecyjnych. Dodatkowo ich gęstość jest już na tyle mała, że zamiast wzajemnie się zderzać i anihilować, łączą się w większe i bardziej zbite struktury osiągając tym samym rozmiar ok. 0,1–1 cm. One zaś scalają się w jeszcze większe twory o wielkości 10–100 m, jednak już bez dalszego zwiększania gęstości. Stanowią one zalążki nowych planet – platenozymali.

## Odniesienia w kulturze
W filmie Interstellar z 2014 r. pojawiły się dwie egzoplanety znajdujące się na orbicie czarnej dziury Gargantuy. Jednakże nie mogłyby istnieć w przedstawionej tam „dość” ziemiopodobnej formie ze względu na ekstremalnie duże promieniowanie magnetyczne oraz bardzo niskie temperatury.